# 黎介寿
黎介寿（1924年9月13日—2023年1月30日），湖南浏阳人，著名普外科学专家，肠外瘘治疗创始人，临床营养支持奠基人，亚洲人同种异体小肠移植开拓者，南京大学医学院临床学院附属金陵医院教授。1996年当选中国工程院院士。另外，黎介寿与黎鳌、黎磊石是同胞兄弟。

## 逝世
2023年1月30日18时59分，黎介寿因病医治无效在南京东部战区总医院逝世，享年98岁。
东部战区总医院于2023年1月31日至2月2日在江苏省南京市中山东路305号礼堂设置灵堂，并接受吊唁。
遗体告别仪式于2023年2月3日（周五）上午9时30分在江苏省南京市雨花台区大周路206号南京殡仪馆致远厅举行。

## 荣誉
2014年，国际小行星中心发布公告，经中国科学院推荐并报该中心批准，由紫金山天文台于2007年3月在国际上首次发现的国际编号为（192178）小行星被正式命名为“黎介寿星”。